# Łachwa (stacja kolejowa)
Łachwa (biał. Лахва, ros. Лахва) – stacja kolejowa w miejscowości Łachwa, w rejonie łuninieckim, w obwodzie brzeskim, na Białorusi. Leży na linii Homel - Łuniniec - Żabinka.
Stacja istniała przed II wojną światową. Obecnie w Łachwie jednotorowa linia z Kalinkowicz przechodzi w dwutorową biegnącą do Łunińca.